# Speirochorie

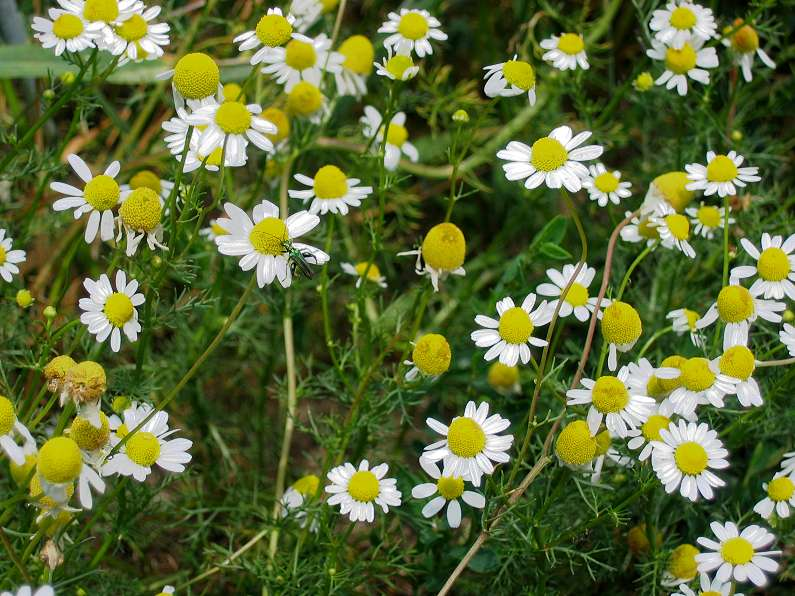
Die Echte Kamille gehört zu den Pflanzen, die ungewollt als Saatgutbegleiter ausgebreitet wurden

Als Speirochorie bezeichnet man die ungewollte Ausbreitung von Pflanzen als Saatgutbegleiter. Diese Ausbreitung von Pflanzen durch den Menschen ist gemeinsam mit der Agochorie und der Ethelochorie eine Unterform der Hemerochorie. 
Zu den Pflanzen, die speirochor ausgebreitet werden, zählt beispielsweise der Klatschmohn. Er ist eine ursprünglich im Mittelmeerraum beheimatete Pflanze, deren Samen vermischt mit dem Saatgut der Pflanzen, die für den Menschen wichtig waren, in den mitteleuropäischen Raum gebracht wurden. Ähnliches gilt für die Archäophyten Echte Kamille, Kornblume, Kornrade und Acker-Hahnenfuß. 
Kennzeichnend für speirochore Pflanzen ist, dass sie auf einem von Menschen vorbereiteten Boden ausgesät wurden und dort unmittelbar in Konkurrenz zu den gezielt angebauten Arten treten. Der Autor Crosby schätzte, dass allein im Jahr 1912 durch Klee- und Grassamenimporte zwei bis sechs Milliarden Unkrautsamen nach Großbritannien gebracht wurden. Viele der durch die Agorochorie eingeführten Pflanzen stellen sich dabei als problematisch für das Ökosystem heraus. So wurde beispielsweise eine Unkrautart mit aus den USA eingeführter Getreidesaat in Indien etabliert, was sich als sehr nachteilig für die dortige Landwirtschaft herausgestellt hat. 
Die Ausbreitung von Pflanzen über Speirochorie wird von einigen Autoren wie Lüttig, Kasten und Kowarik als nicht mehr sehr häufig eingeschätzt, da Saatgut vor dem Aussäen gereinigt wird, so dass das Saatgut nur noch selten Samen von nicht erwünschten Pflanzen enthält. Verstärkter Herbizideinsatz, Düngung und tiefere Bodenbearbeitung in der heutigen Landwirtschaft führen zum weiteren Rückgang. Die Erfahrungen in Australien weisen jedoch darauf hin, dass das offenbar nicht für alle Pflanzensamen gilt. So wurde das in Australien als problematischer Bioinvasor eingeordnete Cuscuta campestris jeweils in den Jahren 1981, 1988 und 1990 gemeinsam mit Basilikumsamen versehentlich mit nach Australien eingeführt. Auch die Erdmandel, die seit 1970 vermehrt in den Niederlanden als Ackerunkraut auftritt, wurde speirochor vermutlich durch Gladiolenzwiebeln verschleppt. Mittlerweile sind Bestände auch in Frankreich, der Schweiz und Deutschland bekannt. In den Niederlanden wurden Bekämpfungsmaßnahmen gegen die Erdmandel bereits 1984 eingeleitet.